# Spookslot (Julianatoren)
Het Spookslot is een spookhuis darkride in het Nederlandse attractiepark Julianatoren en werd geopend in 1992.

## Beschrijving attractie
Het transportsysteem bestaat uit meerdere gondeltjes die als een trein aan elkaar gekoppeld zijn. Per gondel kunnen twee personen plaats nemen. Voordat men vertrekt wordt kort een verhaal verteld. De decors werden geleverd door de Duitse firma Heimotion.

### Aanpassingen
In 2016 werd het Spookslot aangepast. De voorshow in het station werd opnieuw ingesproken en wordt vanaf dan ondersteund door een video van een man met een hoge hoed. Ook in de attractie werden kleine wijzigingen doorgevoerd, waaronder de toevoeging van een videoscherm in een van de scènes.
Afbeeldingen